# Mononitrate d'isosorbide

Structure du Mononitrate d’isosorbide aussi connu comme « Monosorbirate ».

Le mononitrate d'isosorbide est une molécule de la classe des dérivés nitrés utilisé comme médicament antiangoreux. C'est le principal métabolite du dinitrate .

## Pharmacologie
Il s'agit d'un métabolite actif du dinitrate d'isosorbide. Sa biodisponibilité est de 100 %.

## Efficacité
Il baisse la pression artérielle. En aiguë, il améliore la tolérance à l'effort d'un patient avec angine de poitrine mais cet effet n'est pas retrouvé lors d'une prise chronique. Il n'est plus guère utilisé.